# Apamea alberta
Apamea alberta là một loài bướm đêm trong họ Noctuidae.